# Nípsa
Nípsa är en ort i Grekland.   Den ligger i prefekturen Nomós Évrou och regionen Östra Makedonien och Thrakien, i den nordöstra delen av landet, 400 km nordost om huvudstaden Aten. Nípsa ligger 176 meter över havet och antalet invånare är 523.
Terrängen runt Nípsa är kuperad norrut, men söderut är den platt. Terrängen runt Nípsa sluttar söderut. Runt Nípsa är det glesbefolkat, med 19 invånare per kvadratkilometer. Närmaste större samhälle är Alexandroupolis, 14,8 km sydväst om Nípsa. Trakten runt Nípsa består till största delen av jordbruksmark.